# Jan Logie

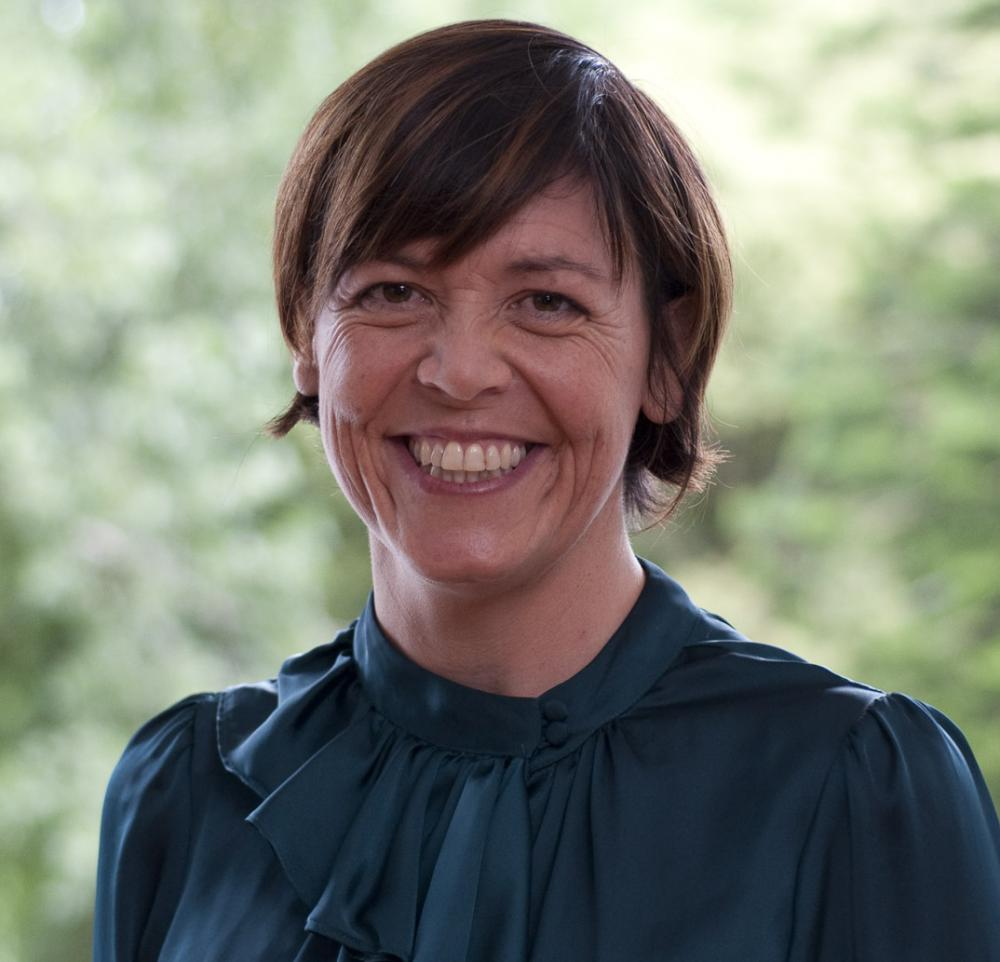
Jan Logie (2011)

Jan Logie (* 26. Oktober 1969 in Invercargill) ist eine neuseeländische Politikerin der Green Party of Aotearoa New Zealand.

## Leben
Logie studierte Politikwissenschaften an der University of Otago. Im Rahmen des JET Programm war sie als Sprachlehrerin in Japan tätig. Seit 30. November 2011 ist Logie Abgeordnete im Repräsentantenhaus von Neuseeland. Seitdem ist sie Unterstaatssekretärin im neuseeländischen Justizministerium unter Justizminister Andrew Little.
Logie outete sich 2011 öffentlich als homosexuell in ihrer ersten parlamentarischen Rede im Repräsentantenhaus. Im Repräsentantenhaus setzt sie sich insbesondere für die Rechte von LSBTI-Personen ein.